# Nasir Adderley
Nasir Allan Adderley (Filadelfia, 31 maggio 1997) è un giocatore di football americano statunitense che milita nel ruolo di safety per i Los Angeles Chargers della National Football League (NFL).

## Carriera universitaria
Adderley al college giocò a football con i Delaware Fightin' Blue Hens dal 2015 al 2018. Complessivamente nella sua esperienza nel college football mise a segno 226 tackle e 10 intercetti.

## Carriera professionistica
Adderley fu scelto nel corso del secondo giro (60º assoluto) del Draft NFL 2019 dai Los Angeles Chargers. Debuttò come professionista subentrando nella gara del primo turno contro gli Indianapolis Colts mettendo a segno un tackle. La sua stagione da rookie si chiuse con 2 placcaggi in 4 presenze, nessuna delle quali come titolare.

## Famiglia
Lo zio, Herb Adderley, è un ex giocatore NFL e membro della Pro Football Hall of Fame.